# Saperda octomaculata
Saperda octomaculata là một loài bọ cánh cứng trong họ Cerambycidae.